# Đorđe Kaličanin
Đorđe Kaličanin (Novi Pazar, 27. jul 1972) srpski je ekonomista i strategijski menadžer.

## Biografija

### Obrazovanje
Đorđe Kaličanin je rođen 27. 07. 1972. godine u Novom Pazaru, gde je završio osnovnu školu i gimnaziju. Ekonomski fakultet Univerziteta u Beogradu upisao je 1991. godine i na njemu studirao od 1992. do 1996. godine kada je diplomirao na smeru Marketing sa prosečnom ocenom 9,32 (dobitnik povelje Fondacije Mark-plana na Ekonomskom fakultetu u Beogradu kao najbolji diplomirani student na smeru Marketing u školskoj 1995/1996. godini). Godine 2001. odbranio je magistarsku tezu Poslovni plan kao instrument strategijskog menadžmenta, čime je završio poslediplomske studije, smer Menadžment i stekao zvanje magistra ekonomskih nauka. Doktorsku disertaciju pod nazivom Formulisanje i primena strategija stvaranja vrednosti odbranio je 2005. godine pred komisijom u sastavu: prof. dr Dragan Đuričin (mentor), prof. dr Kata Škarić Jovanović i prof. dr Stevo Janošević i time stekao zvanje doktora nauka poslovnog upravljanja.

### Karijera
Đorđe Kaličanin je zasnovao radni odnos na Ekonomskom fakultetu u Beogradu marta 1997. godine kao asistent-pripravnik na predmetu Planiranje i razvojna politika preduzeća. Za asistenta na predmetu Strategijski menadžment je izabran maja 2001.godine i za docenta decembra 2005. godine. Vežbe na istoimenom predmetu izvodio je i na Vojno-tehničkoj akademiji i na Odeljenju Ekonomskog fakulteta u Vrnjačkoj banji.
Od školske 2006/07. godine Kaličanin izvodi nastavu na diplomskim akademskim studijama - master na predmetima Poslovna strategija i Strategijske finansije, a od školske 2009/2010 i na doktorskim studijama na predmetima Ekonomika strategije i Metodi i tehnike naučnog istraživanja i analize.
Bio je član projektnog tima i sekretar na projektu Prestrukturiranje preduzeća u funkciji afirmacije propulzivnog tržišnog privređivanja u Republici Srbiji, 2002-2005, Ministarstva za nauku i tehnologiju Republike Srbije.
Dr Đorđe Kaličanin je aktivni član kolektiva Ekonomskog fakulteta. Bio je sekretar Katedre za poslovnu ekonomiju i menadžment (1997—1998), član Komisije za poslediplomske studije (1998—2000) i član Saveta Ekonomskog fakulteta (2004—2006). Trenutno je direktor Centra za izdavačku delatnost Ekonomskog fakulteta (od maja 2006) i član Nastavne komisije Nastavno-naučnog veća Fakulteta (od oktobra 2009). Član je Naučnog društva ekonomista.
Konsultantsko iskustvo stekao je na projektima srodnim sa oblastima naučnog interesovanja preko Naučno-istraživačkog centra Ekonomskog fakulteta u Beogradu (više od 20 projekata).
Bio je član Odbora za reviziju Čačanske banke, a.d. Čačak (od oktobra 2006).

## Dela
Đorđe Kaličanin je koautor udžbenika na predmetu Strategijski menadžment pod nazivom Menadžment i strategija, četvrto i peto prerađeno i dopunjeno izdanje, Ekonomski fakultet, 2009. i 2010. godine, i autor je monografije Menadžment vrednosti preduzeća, Ekonomski fakultet, 2006. godine. Osim toga, Kaličanin je autor većeg broja naučnih i stručnih radova, a pojavljuje se i kao autor ili koautor nekoliko saopštenja na međunarodnim i domaćim naučnim konferencijama. Naučno-istraživački rad je uglavnom fokusiran na oblasti strategijskog menadžmenta, biznis planiranja i menadžmenta vrednosti.

### Radovi
Doktorska disertacija
- Kaličanin, Đ. (2005): Formulisanje i primena strategija stvaranja vrednosti, doktorska disertacija, Ekonomski fakultet, Beograd[1]

Magistarska teza
- Kaličanin, Đ. (2001): Poslovni plan kao instrument strategijskog menadžmenta, magistarska teza, Ekonomski fakultet, Beograd

## Porodični život
Oženjen je i otac je dvoje dece.